# Mathare Youth Sports Association
Die Mathare Youth Sports Association (MYSA), zu deutsch etwa Jugendsportorganisation Mathare, ist ein Sozialprojekt in Mathare, einem Slum Nairobis, Kenia.
Dieses wurde 1987 vom Kanadier Bob Munro gegründet wurde, der damals als UN-Berater nach Nairobi gezogen war. Das Projekt wurde bereits zweimal für den Friedensnobelpreis nominiert und wird von der norwegischen Fromme-Stiftung, dem niederländischen Fußballbund und der Laureus-Sport-for-Good-Stiftung finanziell unterstützt. Im Jahr 2004 erhielt die Organisation den Laureus World Sports Awards der Laureus World Sports Academy in der Kategorie Sport for Good.

## Projektbeschreibung
Als Bob Munro sich 1987 in Mathare, einem Slum mit 300.000 bis 500.000 Bewohnern und Krankheiten wie Malaria, Aids, Hepatitis, umsah, führten ihn fußballbegeisterte Kinder zu ihrem Fußballfeld, das mit Scherben und Müll übersät war. Er soll damals ungefähr gesagt haben: „Jungs, wir räumen jetzt diesen Platz auf, dann gibt es einen neuen Ball, und dann spielen wir.“ Dies wurde fortan intern als MYSA-Prinzip bezeichnet.
Seitdem versucht die Organisation, Jugendlichen mit Hilfe des Fußballs Sozialkompetenzen und Bildung zu vermitteln. Neben einer organisierten Jugendliga gibt es Clean-up-Projekte. Wer beim Aufräumen hilft, bekommt Punkte wie für gewonnene Spiele. Besonders eifrige Spieler bekommen Unterstützung bei der Schulbildung, indem ihnen das Schulgeld gezahlt wird. In Theateraufführungen wird mit Gesang und Schauspiel über Aids und Drogen aufgeklärt, in der MYSA-eigenen Bibliothek kann sich bilden, wer keinen Bildungsplatz bekommt.

## Sport
Die erste Jungen-Fußballliga der MYSA startete am 22. August 1987, sie umfasste 27 Teams. 1988 waren bereits über 120 Teams in verschiedenen Altersklassen am Start. Da die MYSA jeden aufnimmt, der spielen will, kicken heute über 18.000 Kinder und Jugendliche zwischen 9 und 18 in 1100 Mannschaften aus 15 Zonen – damit ist die MYSA-Jungenliga die größte Afrikas.
Seit 1992 wird auch Mädchenfußball gespielt. Trotz einiger Hürden – etwa, da Frauen und Mädchen in Kenia eigentlich keinen Fußball spielen und die jungen Kickerinnen anfänglich belächelt wurden – wurde das Projekt sehr erfolgreich, so dass die Spielerinnen der MYSA heute anerkannt sind und bereits ein Drittel aller Teams ausmachen.
Die Organisation hat auch eigene Profimannschaften: Mathare United hat vier Spieler der kenianischen Nationalmannschaft hervorgebracht. Dennis Oliech, seit 2005 Fußballprofi in Frankreich, startete hier seine Karriere.
Die Profimannschaft der Frauen Mathare United Women FC hat etwa Doreen Nabwire, eine Spielerin der kenianischen Nationalmannschaft, hervorgebracht.
Eine MYSA-Auswahl, darunter Doreen Nabwire, wurde am 8. Juli 2006 in Berlin erster Straßenfußball-Weltmeister.